# Andoni Elizondo
Andoni Elizondo Mendiola (San Sebastián, 5 agosto 1932 – 23 febbraio 1986) è stato un calciatore e allenatore di calcio spagnolo di origini basche.

## Biografia
Aveva un fratello di nome Joseba, che allenò la Real Sociedad per 14 gare nella stagione 1961-1962, mentre lui giocava nello stesso club.

## Carriera

### Giocatore
Giocò per tutta la carriera nella Real Sociedad, la squadra della sua città natale. Esordì con la squadra basca nella Liga spagnola il 2 novembre 1952 in casa del Barcellona (3-0), allenato da José Ignacio Urbieta. Il 24 ottobre 1954 segnò il suo primo gol, in un 5-0 casalingo al Celta de Vigo.
Nel 1962 la Real Sociedad retrocesse in Segunda División. Elizondo si ritirò nel 1964, dopo 12 stagioni al club.

### Allenatore
Allenò in varie occasioni la Real Sociedad. Esordì nella stagione 1966-1967 vincendo la Segunda División e riportando il club biancoblu in massima serie dopo cinque stagioni.
Nella stagione successiva ottenne la salvezza ai playout. Restò in carica per 4 stagioni, fino al 1970.
Allenò la Real Sociedad anche nella stagione 1971-1972, sostituendo Ángel Segurola dopo sei giornate, e chiudendo all'ottavo posto in classifica.
Tornò alla Real Sociedad nel 1974-1975, classificandosi al quarto posto. In quest stagione la squadra basca visse anche il suo debutto assoluto in Europa, partecipando alla Coppa UEFA.
Nella stagione successiva, Elizondo fu sostituito a metà stagione da José Antonio Irulegui.
Nel 1969 e nel 1976 portò la Real Sociedad alle semifinali di Copa del Generalísimo.

## Palmarès

### Allenatore

#### Competizioni nazionali
- Segunda División: 1

Real Sociedad: 1966-1967